# Scopula deliciosaria
Scopula deliciosaria là một loài bướm đêm trong họ Geometridae.